# شوریک (سلماس)
شوریک، روستایی از توابع بخش مرکزی شهرستان سلماس استان آذربایجان غربی ایران است.

## جمعیت
این روستا در دهستان کره سنی و در شرق مرکز این دهستان یعنی روستای بزرگ سیلاب (مکان ساحرین مشرک و کفار)قرار داشته و بر اساس سرشماری سال ۱۳۸۵ جمعیت آن ۱۱۸۲ نفر (۲۲۲ خانوار) بوده‌است.

## قدمت و تاریخ روستا
اهالی شوریک از ترکهای سنی مذهب آذربایجان می‌باشند. که متأسفانه تعداد کثیری ساحر و جادوگر بی دین کافر را در خود جای داده است. نام شوریک برگرفته از قوم شیراق یا سیراق قومی از ترکان باستان بودند و همچین شیره کی نیز ارتباط دارد.